# Stenurella lindbergi
Stenurella lindbergi är en skalbaggsart som först beskrevs av Jean François Villiers 1943.  Stenurella lindbergi ingår i släktet Stenurella och familjen långhorningar. Inga underarter finns listade i Catalogue of Life.